# Parafia Trójcy Przenajświętszej w Błoniu
Parafia Trójcy Przenajświętszej w Błoniu – mariawicka parafia diecezji warszawsko-płockiej, Kościoła Starokatolickiego Mariawitów w RP.
Siedziba parafii oraz kościół parafialny Trójcy Przenajświętszej znajduje się w Błoniu, w powiecie warszawskim zachodnim, w województwie mazowieckim. Obecnie funkcję proboszcza parafii sprawuje kapł. Michał Maria Fabian Wylazłowski. Parafia liczy niewielu wiernych, ale posiada własny cmentarz grzebalny.

## Historia
W 1906 w pobliskim Lesznie pozostający w konflikcie z miejscowym proboszczem, wikariusz parafii rzymskokatolickiej Narodzenia św. Jana Chrzciciela ks. Adam Furmanik postanowił wraz z kilkoma tysiącami wiernych przejść do Kościoła mariawickiego, był to impuls do powstania parafii mariawickiej w Błoniu.
W marcu 1906 kapłan Roman Maria Cyryl Żmudzki organizuje na terenie miasta parafię mariawicką, a 4 kwietnia 1906 wraz z liczną grupą swoich zwolenników przejmuje budynek kościoła rzymskokatolickiego Św. Trójcy i w jego murach organizuje placówkę mariawicką. Niedługo potem świątynia powraca w ręce rzymskich katolików, a mariawici przenoszą swoje życie liturgiczne do prowizorycznie zorganizowanej kaplicy w prywatnym domu jednego z wyznawców. 19 sierpnia 1909 Stanisław Jaśkiewicz przekazał parafii swój majątek drogą darowizny, dzięki czemu udało się uzyskać plac pod budowę prowizorycznego drewnianego i parterowego kościoła. Początki parafii wiążą się z prześladowaniami miejscowych mariawitów, 12 kwietnia 1906 miało miejsce apogeum konfliktów wyznaniowych. Pod błońskim kościołem zgromadziła się grupa półtora tysiąca rzymskich katolików uzbrojonych w rewolwery, noże, kosy i kije. Po wyłamaniu bram kościelnych napastnicy zaczęli bić mariawitów. Próbowali siłą odebrać kościół parafialny. W wyniku starcia wielu mariawitów zostało rannych, a Marianna Augustyniak na skutek ugodzenia nożem zmarła.
Budowa nowego kościoła była długo odwlekana w czasie. Dopiero w 1958 zakreślono pierwszy projekt architektoniczny nowego budynku. Budowa rozpoczęła się jednak dopiero dziesięć lat później z inicjatywy biskupa Wacława Marii Innocentego Gołębiowskiego. Uroczysta konsekracja budynku kościelnego odbyła się 24 października 1971. W latach 1992–2000 proboszczem parafii był kapł. Jarosław Maria Jan Opala, który dokonał szeregu niezbędnych remontów i konserwacji, które zakończyły się poświęceniem odnowionego budynku 27 października 1995.

### Proboszczowie parafii na przestrzeni dekad
- 1906–1910 – kapł. Roman Maria Cyryl Żmudzki
- 1910–1957 – kapł. Adam Maria Bazyli Furmanik
- 1957–1959 – kapł. Franciszek Maria Wawrzyniec Rostworowski
- 1959–1964 – kapł. Paweł Maria Wacław Urbas
- 1964–1967 – kapł. Przemysław Maria Sławomir Rosiak
- 1968–1980 – kapł. Witold Maria Tadeusz Szymański
- 1980–1992 – kapł. Antoni Maria Ryszard Kłonicki
- 1992–2000 – kapł. Jarosław Maria Jan Opala
- 2000–2003 – kapł. Zdzisław Maria Bogumił Grzelak
- 2003–2008 – kapł. Marek Maria Karol Babi
- 2008–2011 – kapł. Robert Maria Franciszek Kubik
- 2011–2016 – kapł. Grzegorz Maria Dominik Miller
- 2016-2017 – kapł. Stefan Maria Robert Żaglewski
- 2017–2020 – kapł. Paweł Maria Michał Wąsowski
- 2020-2024 kapł. Hubert Maria Paschalis Oganiesian
- od 2024 - kapł. Michał Maria Fabian Wylazłowski

## Nabożeństwa
- Nabożeństwa niedzielne o godz. 12:00;
- Adoracja miesięczna – 11. dnia każdego miesiąca o godz. 8:00.